# Maibara
Maibara (米原市 -shi) é uma cidade japonesa localizada na província de Shiga.
Em 1 de Fevereiro de 2005 a cidade tinha uma população estimada em 32 140 habitantes e uma densidade populacional de 157 h/km². Tem uma área total de 205,06 km².
Recebeu o estatuto de cidade a 14 de Fevereiro de 2005.